# Knikkende klaverzuring
De knikkende klaverzuring (Oxalis pes-caprae) is een plant uit de klaverzuringfamilie (Oxalidaceae). Het is een invasieve soort die zich in tal van landen heeft weten te vestigen.

## Beschrijving
Het is een overblijvende, 5-15 cm hoge, bladrozetvormende plant met onderaardse broedknolletjes aan een breekbare wortel. De bladeren zijn klaverbladachtig, langgesteeld en staan met twintig stuks in een rozet. De blaadjes zijn omgekeerd-hartvormig en diep uitgerand.
De plant bloeit van december tot mei. De bloemen groeien met zes tot twaalf stuks in bloemschermen. De bloemkroon is trechtervormig. De vijf kroonbladeren zijn 1,5–2 cm lang en citroengeel. In het midden van de bloem steken de stijl en de meeldraden uit.
De soort vertoont heterostylie: er bestaan drie vormen van, die zich niet geslachtelijk kunnen vermeerderen door bevruchting met dezelfde vorm. Als in een bepaald gebied maar een vorm voorkomt, is alleen vegetatieve vermeerdering door middel van broedknolletjes mogelijk. De doosvruchten worden dan niet gevormd.

## Verspreiding

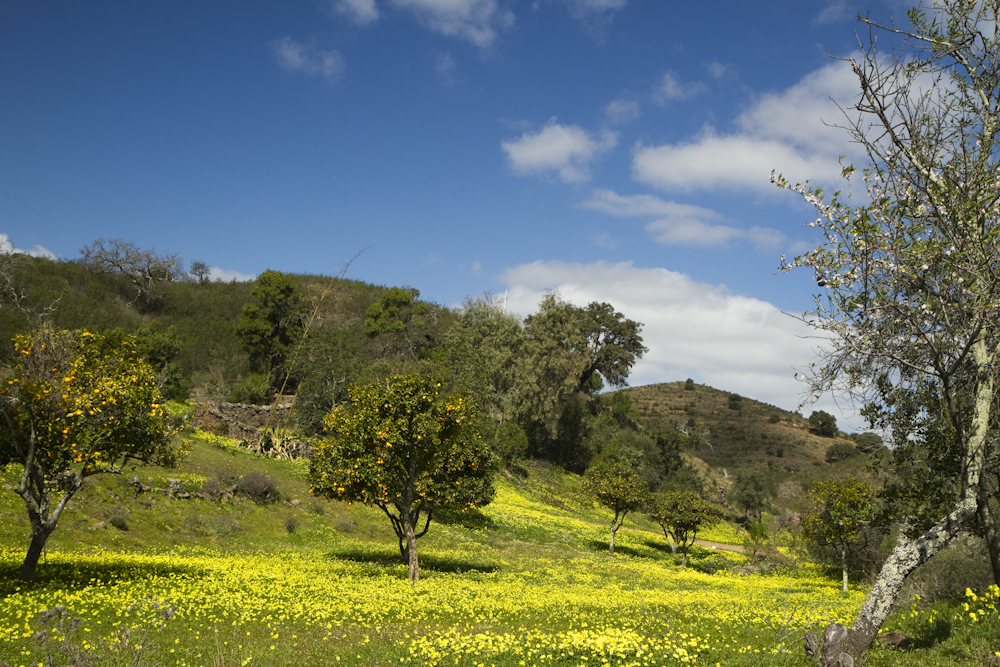
Massale begroeiing van knikkende klaverzuring in de Algarve

De knikkende klaverzuring komt van nature voor in Zuid-Afrika. De eerste exemplaren werden ingevoerd in Europa in 1757 in Londen. Vandaar verspreidde de soort zich naar Sicilië (1796), Sardinië (1859) en Kreta (1883). Nu is hij in te vinden in het hele Middellandse Zeegebied, de Canarische Eilanden en Frankrijk. In het Middellandse Zeegebied is een aantal van de drie vormen ingeburgerd en er vindt geslachtelijke voortplanting plaats. Vorstgevoeligheid beperkt areaaluitbreiding naar het noorden en op hoogtes boven de 700 meter.
Buiten Europa heeft de soort zich gevestigd in onder meer Australië en Nieuw-Zeeland, het Nabije Oosten tot en met India en Pakistan, Japan, China en de Verenigde Staten (Californië, Arizona, Florida) en westelijk Zuid-Amerika.

## Habitat
De knikkende klaverzuring heeft een voorkeur voor warme, lichte bodems. Vaak is de soort massaal aanwezig op akkers en in boomgaarden, in het bijzonder als er wat schaduw van bomen is, zoals in citrus- en olijfgaarden. Op verlaten landbouwgrond neemt het aantal af, maar desondanks kan de soort er nog jaren aanwezig blijven.

## Schadelijkheid
De knikkende klaverzuring is een invasieve soort die de plaatselijke (in het Middellandse Zeegebied vaak endemische) vegetatie kan verdringen. In matige hoeveelheden is de soort goed eetbaar, maar hij bevat veel oxaalzuur en is schadelijk voor vee. Van Sardinië en Menorca zijn gevallen bekend waarin er aanmerkelijke aantallen dieren zijn gestorven. Eenmaal gevestigd is de plant nauwelijks meer uit te roeien.

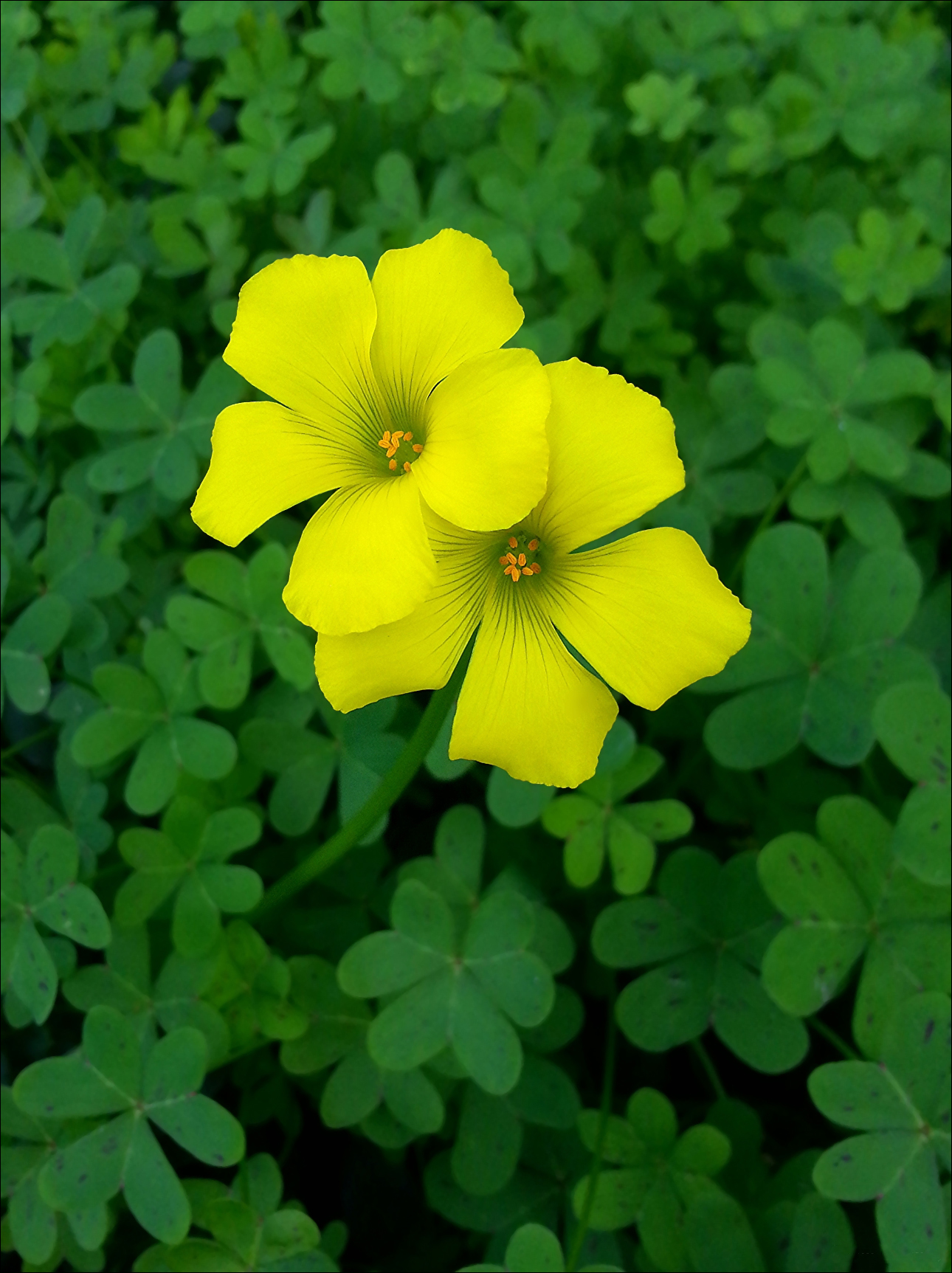
Oxalis pes-caprae in Israël
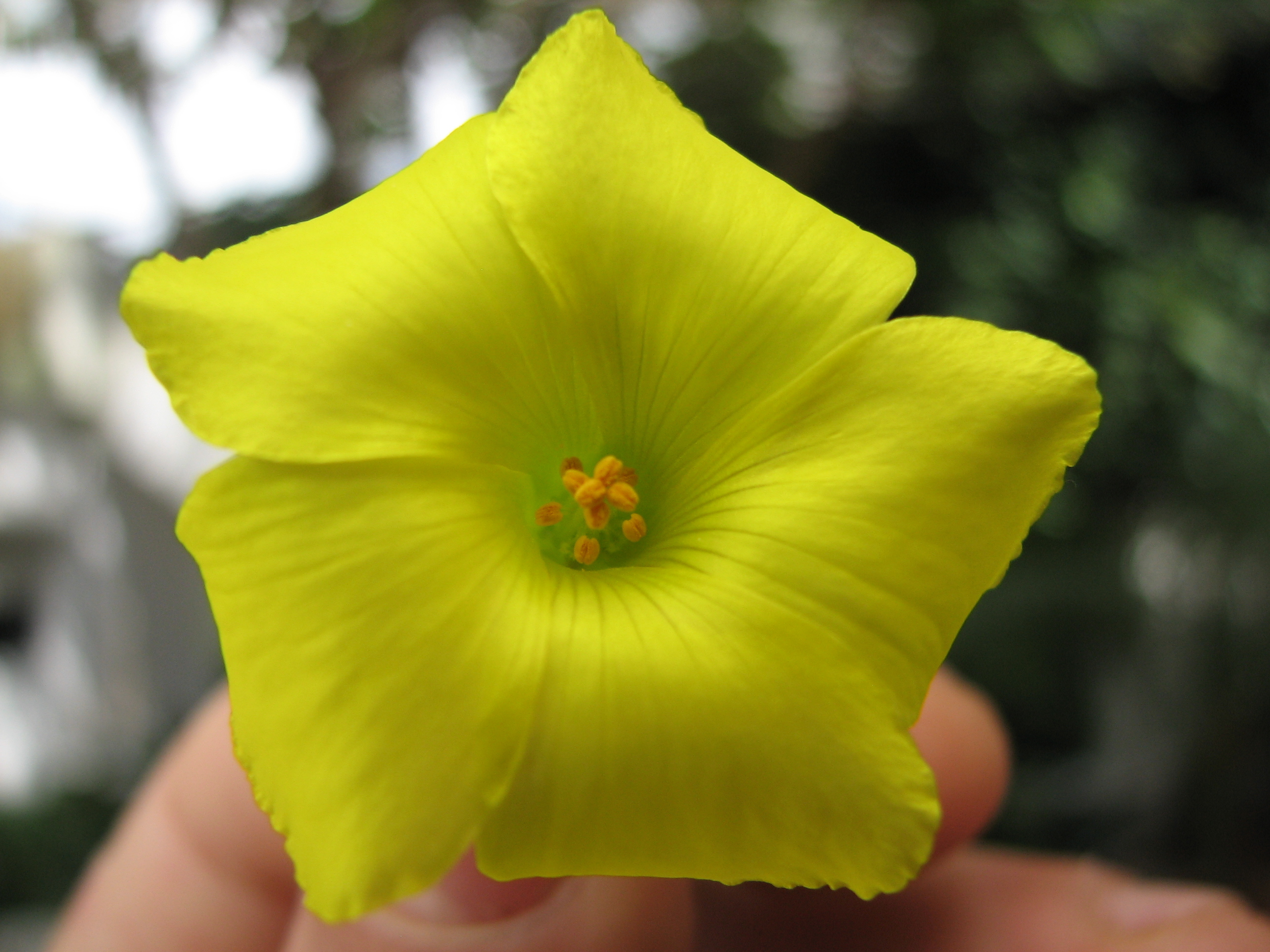
Close-up van bloem
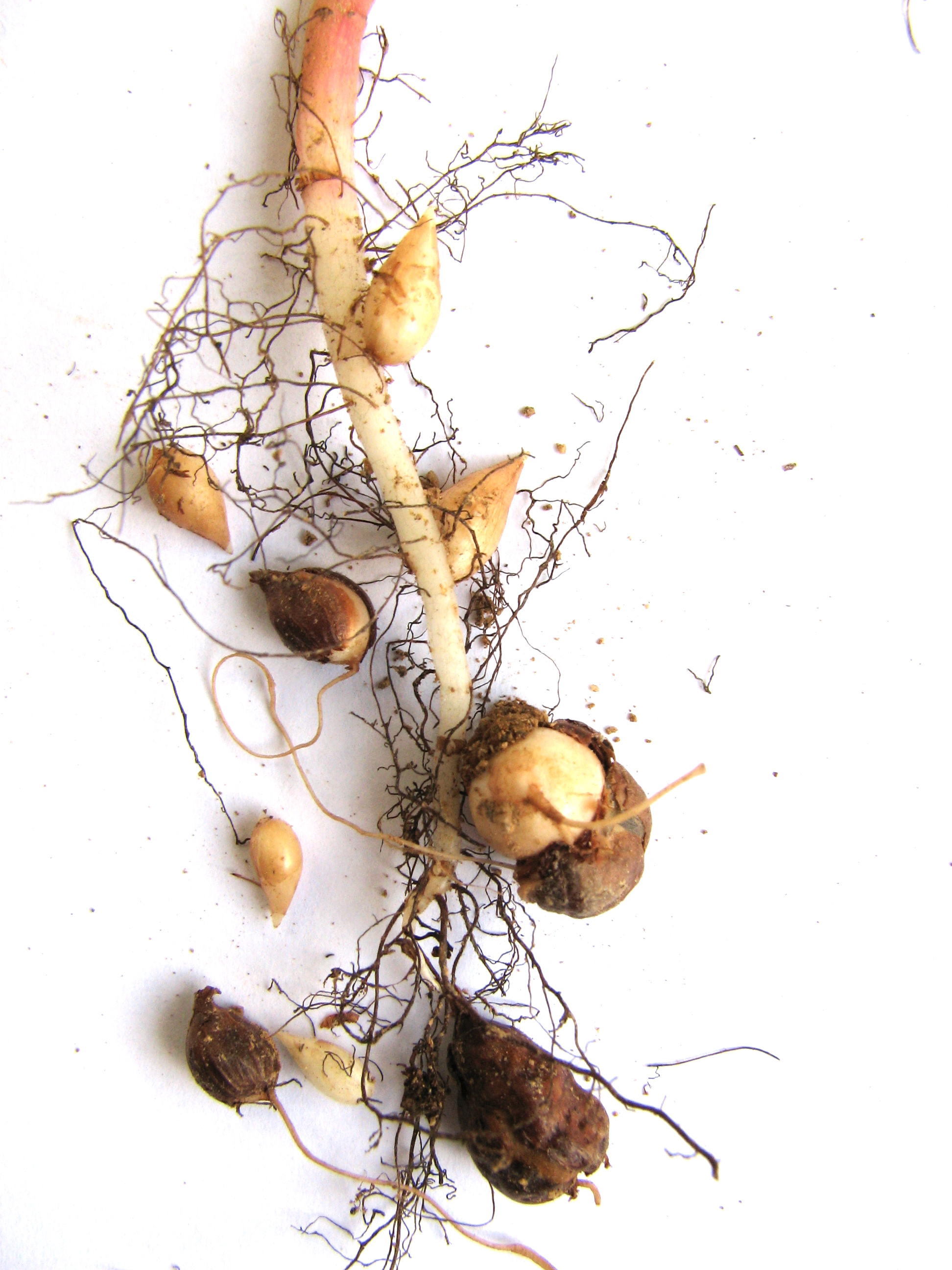
Wortel met knollen
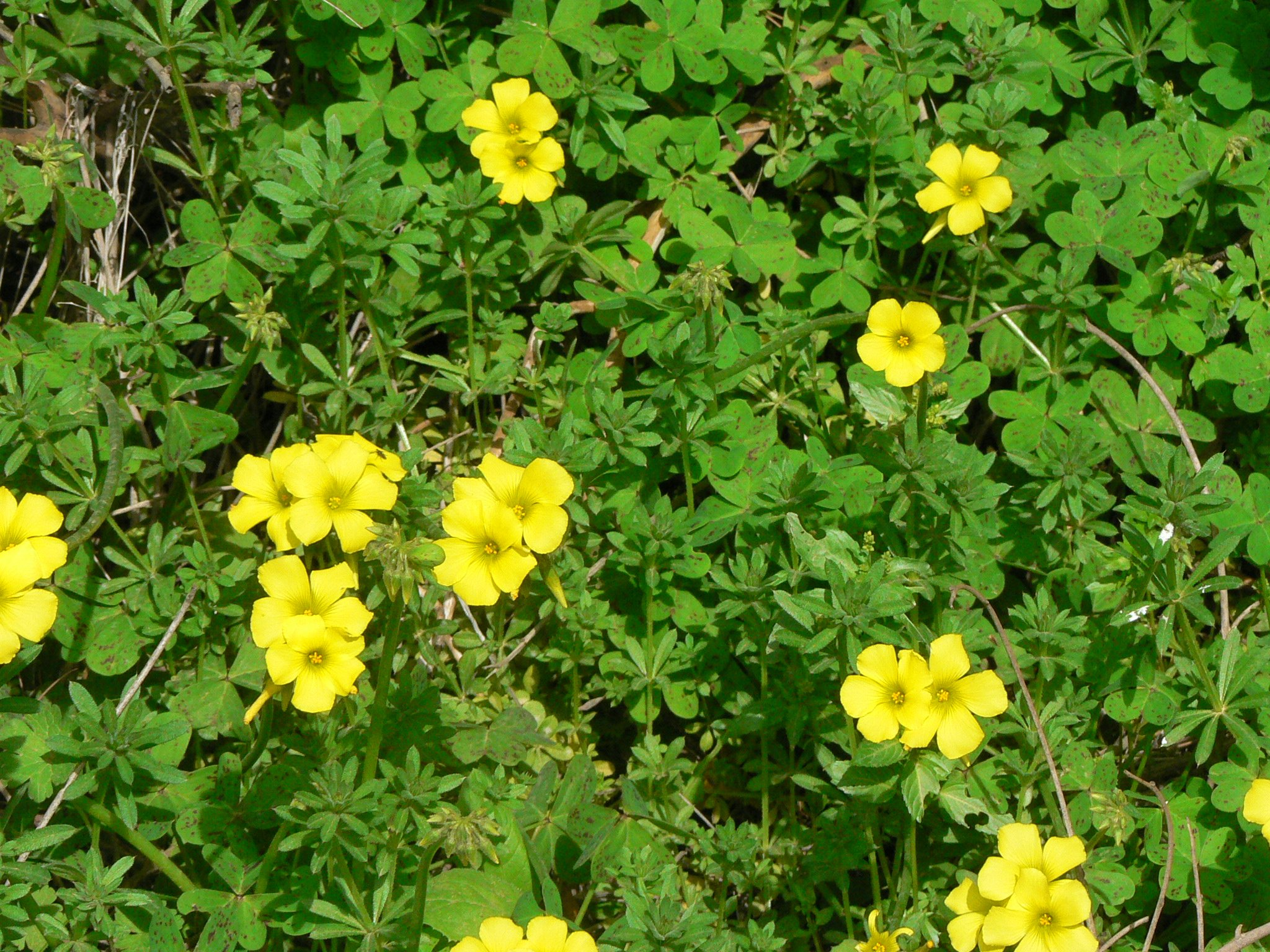
Groep planten

... · 
O. acetosella (Witte klaverzuring) · 
O. corniculata (Gehoornde klaverzuring) · 
O. oregana · 
O. dillenii (Knobbelklaverzuring) · 
O. pes-caprae (Knikkende klaverzuring) · 
O. stricta (Stijve klaverzuring) · 
O. tuberosa (Oca) ·  
...